# Восточная зона
Восточная зона (тигринья ዞባ ምብራቕ; зоба Мысракави) — зона в регионе Тыграй в Эфиопии. Граничит на востоке с регионом Афар, на юге — с Юго-Восточной зоной, на западе — с Центральной зоной и на севере — с Эритреей. Самая высокая точка — гора Асимба (3250 м). Города Восточной зоны: Адди-Грат, Ацби, Хаузен и Уыкро.

## Население
По данным переписи населения 2007 года, проведённой Центральным статистическим агентством Эфиопии (ЦСА), общая численность населения Восточной зоны составляет 755 343 человека, из которых 359 638 мужчин и 395 705 женщин; 146 064 человека или 19,34 % — городские жители. Две крупнейшие этнические группы, указанные в Восточной зоне, — тиграи (95,32 %) и иробы (3,78 %); все остальные этнические группы составляют 0,9 % населения. Для 95,36 % населения родным языком является язык тигринья, для 3,67 % — язык сахо; остальные 0,97 % говорят на всех остальных указанных основных языках. 95,73 % населения заявили, что они православные христиане, 2,4 % — мусульмане и 1,79 % — католики.
По данным переписи 1994 года население зоны составляло 584 946 человек, из них 280 679 мужчин и 304 267 женщин; 85 508 человек или 14,6 % населения составляли городские жители. Зона населена преимущественно тиграйцами, составляющими 94,9 % населения, в то время как 3,6 % составляли сахо, 0,9 % — афары, 0,3 % — эритрейцы и 0,2 % — все остальные этнические группы.
Согласно меморандуму Всемирного банка от 24 мая 2004 года, 9 % жителей Восточной зоны имеют доступ к электричеству, а плотность дорог составляет 88,2 км на 1000 км², среднестатистическое сельское домохозяйство имеет 0,5 гектара земли (по сравнению со средним показателем по стране в 1,01 гектара земли и средним показателем по региону в 0,51) и эквивалент 0,7 голов скота. 38,9 % населения заняты на работах, не связанных с сельским хозяйством, по сравнению со средним показателем по стране в 25 % и средним показателем по региону в 28 %. 91 % всех детей, имеющих право на обучение, посещают начальную школу, а 35 % — среднюю школу. Неизвестно, какая часть зоны подвержена малярии, но ни одна из ее частей не подвержена мухе цеце. В меморандуме Восточной зоне присвоен рейтинг риска засухи 573.